# أليغو دوران
أليغو دوران (بالإسبانية: Alejandro Durán)‏ هو مغني كولومبي، ولد في 9 فبراير 1919، وتوفي في 15 نوفمبر 1989.

## وصلات خارجية
- أليغو دوران على موقع ميوزك برينز (الإنجليزية)
- أليغو دوران على موقع ديسكوغز (الإنجليزية)